# Grundarfoss
 Grundarfoss – islandzki wodospad osiągający 70 m wysokości znajdujący się w regionie Vesturland. Jest jednym z największych wodospadów na półwyspie Snæfellsnes w zachodniej Islandii. Woda spada z bardzo wysokiej ściany bazaltowej, tuż za miastem Grundarfjörður.